# Duca di Genova
Le Duca di Genova était un navire à passagers italien et un croiseur auxiliaire de la Regia Marina.

## Historique
Construit entre 1907 et 1908 aux Cantieri Navali Riuniti à La Spezia sur commande de Lloyd Sabaudo, le navire était à l’origine un grand et élégant paquebot à deux cheminées d’une capacité de 1836 passagers. Le navire était le plus grand d’une série de trois navires quasi-jumeaux, appelés « classe ducale », les deux autres étant le Duca d'Aosta et le Duca degli Abruzzi,.
Destiné principalement au transport d’émigrants (1740 des 1836 couchettes étaient en troisième classe), le navire à vapeur était destiné à l’une des principales routes d’émigration vers les États-Unis, la route Gênes-Naples-New York,. Le voyage inaugural du navire a eu lieu le 18 octobre 1908, et le Duca di Genova a continué à naviguer sur cette ligne jusqu’au déclenchement de la guerre italo-turque (1911-1912).
Au cours de ce conflit, le navire a été réquisitionné par la Regia Marina (la première réquisition a eu lieu le 13 octobre 1911 et a duré jusqu’au 30 novembre de la même année, après quoi le navire a été réquisitionné à nouveau du 5 février au 14 août 1912), armé de quelques canons de 120 mm et enregistré dans la liste des navires auxiliaires de l’État en tant que croiseur auxiliaire. Le Duca degli Abruzzi a également connu un sort similaire.
Le 13 octobre 1911, le navire quitta Naples pour Tripoli, se dirigeant vers l’ouest de la Sicile, rattaché à un convoi qui comprenait également les vapeurs Montenegro, Menfi, Serbia, Solferino, Ravenna, Romania, Bulgaria, Europa, Sannio, Valparaiso et Siracusa.
Le principal théâtre d’opérations de ce navire, cependant, était la mer Égée, où le navire, au printemps 1912, a participé activement à l’occupation du Dodécanèse.
Le 2 mai 1912, le Duca di Genova quitta Tobrouk pour escorter un convoi, avec un autre croiseur auxiliaire, le Città di Siracusa, le cuirassé Ammiraglio di Saint Bon, le vieux croiseur cuirassé Vettor Pisani et un groupe de torpilleurs. Le convoi était composé des vapeurs Sannio, Verona, Re Umberto, Valparaiso, Bulgaria, Cavour e Lazio. Ils avaient à leur bord les unités destinées au débarquement et à l’occupation de l’île de Rhodes : 34e, 43e, 57e et 58e régiments d’infanterie, 4e régiment de Bersagliers, bataillon alpin de Fenestrelle, quatre batteries d’artillerie, un peloton de cavalerie du régiment de Plaisance, une compagnie de sapeurs et les unités mineures et de soutien, au total 8 000 hommes. Après le départ, le convoi se divise en deux colonnes entourées de navires d’escorte, bénéficiant également du soutien à distance d’une partie de l’escadre de combat italienne. Après une navigation sans encombre, les navires mouillent dans la baie de Kallithéa le 4 mai à deux heures de l’après-midi. À quatre heures de l’après-midi, le débarquement des troupes a commencé. Il a été achevé en trois heures, après quoi les animaux, l’artillerie et l’équipement ont été mis à terre. La garnison turque se retira à l’intérieur de l’île, où elle fut finalement forcée de se rendre le 17 du mois. Au cours de l’opération, le Duca di Genova a pour tâche de mener une action de diversion qui détourne l’attention des troupes ottomanes du débarquement proprement dit, en simulant le débarquement d’une unité navale à Triánta.
Le 5 mai, le croiseur auxiliaire est envoyé en patrouille entre Bodrum et Smyrne, avec le vieux croiseur Coatit et le destroyer Lanciere, pour vérifier que les torpilleurs turcs basés à Bodrum ne tentent pas une attaque pour entraver l’occupation italienne de Rhodes. Après avoir constaté qu’il n’y avait pas de mouvement ou de forces ennemies, les navires italiens retournèrent à Rhodes.
Le 8 mai, le Duca di Genova débarque à Chálki et prend possession de l’île.
Un autre service rendu par le vapeur était celui du transport de prisonniers turcs vers Palerme : au cours de ces voyages, le Duca di Genova et un autre transport réquisitionné, le Sannio, transportèrent un total de 1650 prisonniers (38 officiers et 1612 sous-officiers et soldats).
À la fin de la guerre italo-turque, le Duca di Genova reprend son service sur la route Gênes-Naples-New York, qui se poursuit jusqu’au 29 octobre 1912, date à laquelle il part pour son dernier voyage sur cette route.
Au retour de cette traversée, le bateau est vendu par Lloyd Sabaudo à la principale compagnie maritime italienne de l’époque, la Navigazione Generale Italiana. Celle-ci l’a vendue à une autre compagnie maritime importante, La Veloce, qui l’a destiné pendant deux ans aux routes d’émigrations vers l’Amérique latine, à destination de Santos, Buenos Aires et Montevideo. Il a commencé le premier de ces voyages le 8 décembre 1912. En 1914, le vapeur a de nouveau été acheté par Navigazione Generale Italiana, retournant à la ligne de New York.
Le 27 septembre 1914, le Duca di Genova quitte Palerme pour Naples, d’où il poursuit sa route vers New York. En 1915, le navire a effectué une autre traversée sur cette route, suivie de deux en 1916.
Selon certaines sources, à la fin de 1915 et au début de 1916, le Duca di Genova participa, avec d’autres navires à vapeur, à l’évacuation de l’armée serbe de l’Albanie.
En mars 1916, il effectua un service de transport de troupes entre le port de Tarente et l’Albanie, effectuant une traversée de Tarente (départ 16 mars) à Vlora où il arriva le 17 mars.
Parti de Gênes pour le dernier voyage de Palerme à New York le 11 septembre 1916, le navire a été de retour en octobre 1916. Il a alors été réquisitionné par la Regia Marina, qui, sans l’inscrire dans la liste des navires auxiliaires de l’État, l’a affecté au transport de troupes (selon une autre source, la transformation en transport de troupes a eu lieu en 1917).
Le 6 février 1918, le Duca di Genova, en provenance de New York et à destination de Gênes avec une cargaison de matériel divers, est torpillé par le sous-marin allemand U-64 alors qu’il transite dans le golfe du Lion,. Touché alors qu’il se trouvait à la position 39° 36' N et 00° 11' W, à environ un mille au large du cap Canet, au nord de Valence, le vapeur ne coule pas immédiatement et peut s’échouer sur la côte, mais il est considéré comme perdu en raison de dommages irréparables,.